# Eracle Arion

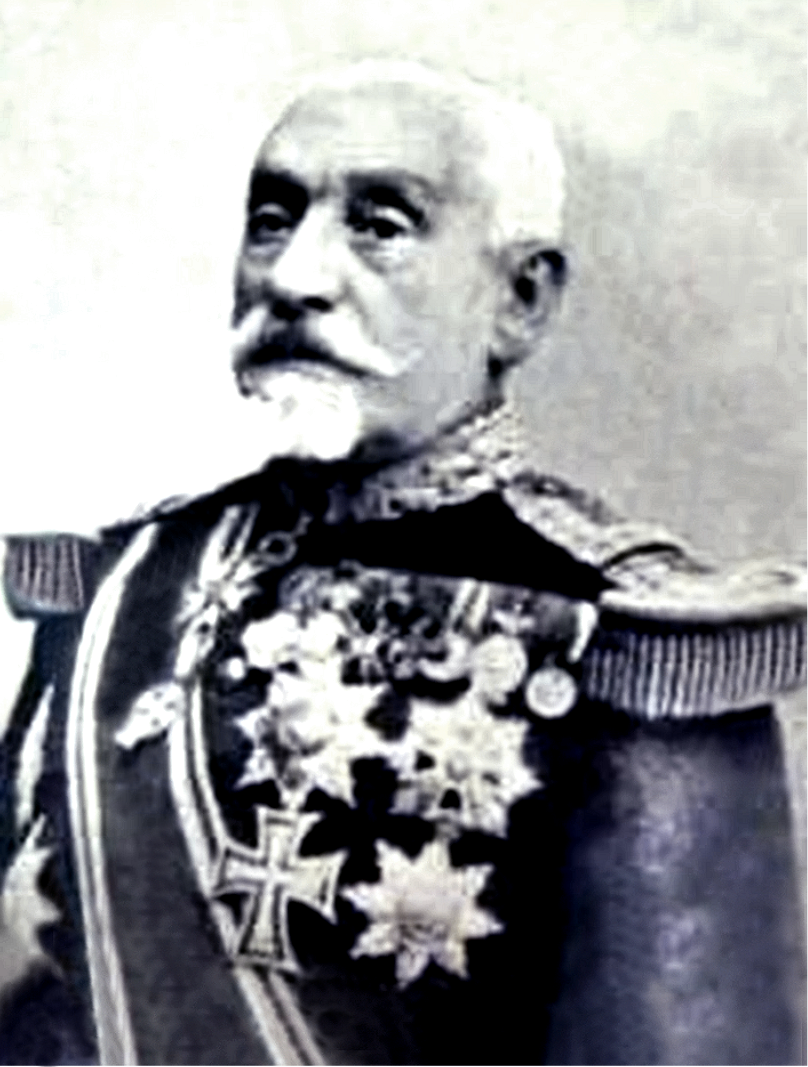
General Eracle Arion

Eracle Arion, auch Eraclie, (* 24. Februar 1838 in Bukarest; † 7. September 1903 ebenda, beerdigt in Fierbinți-Târg) war ein königlich rumänischer Divisionsgeneral, Kommandant der Spezialschule für Artillerie und Genie, Generalinspektor der Artillerie, Befehlshaber des 2. Armeekorps und Gouverneur der Festung Bukarest (Cetatea București).

## Herkunft und Familie
Eracle entstammt einer Familie von Kleinbojaren aus dem Gebiet von Ialomița, deren Stammbaum bis zur Mitte des siebzehnten Jahrhunderts zurückreicht. Er war eines von 16 Kindern des Scarlat Arion. Der spätere General hatte ein Gut mit über 1600 Hektar Land in Fierbinți, Kreis Ialomița geerbt und war mit Sevastia († 1923), einer Tochter des Nicolae Alexandrescu, Cafegibașa (Amt eines Kaffeezubereiters beim moldauischen Diwan) am Hof des Fürsten Grigore IV. Ghica, verheiratet. Er hatte vier Kinder: Nikolaus, später Armeeoberst, Zoe, Viorica und Margareta.

## Leben

### Jahre der Entwicklung

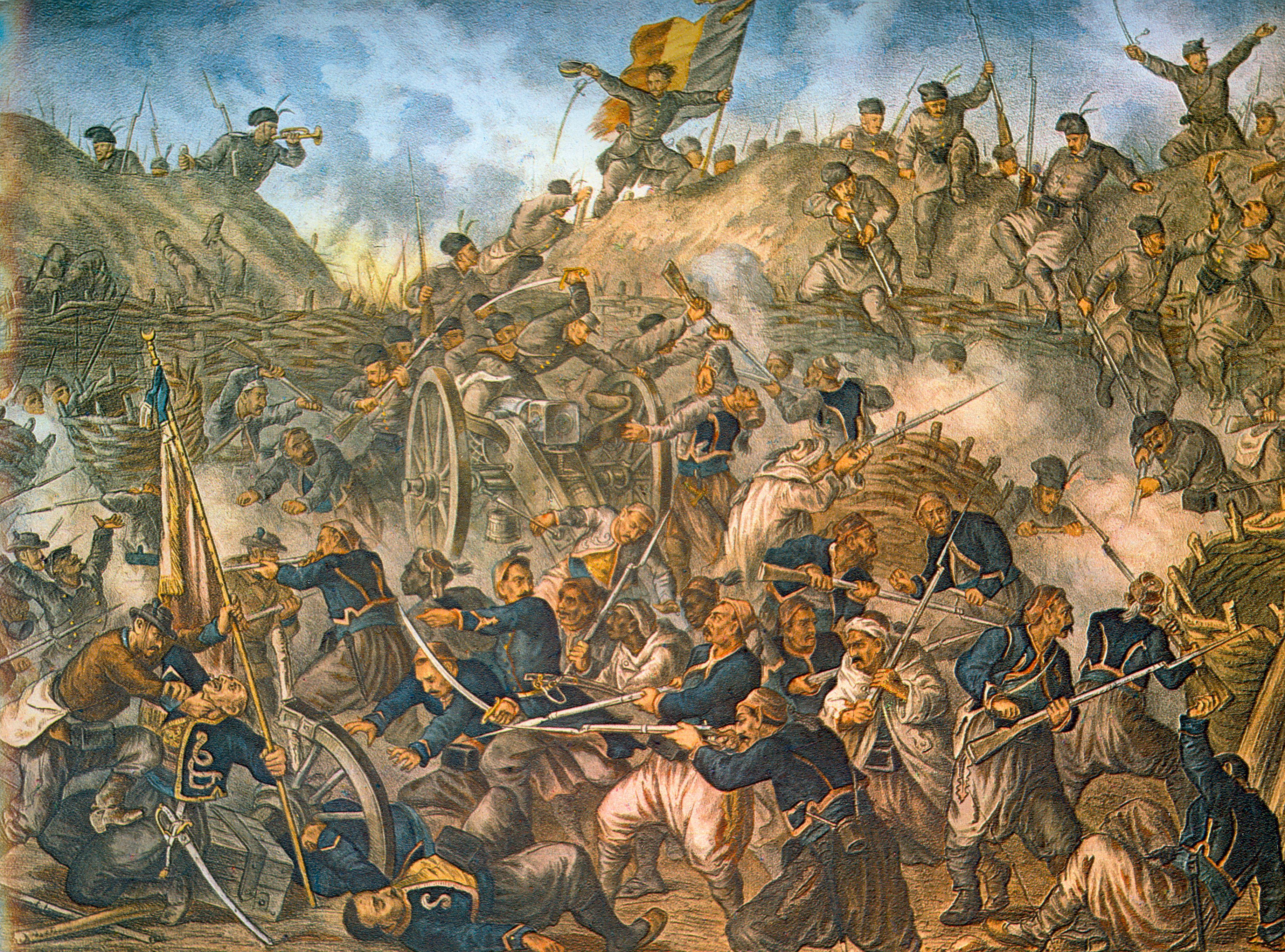
Rumänische Einheiten in der Schlacht von Grivița 1877

Der junge Arion entschied sich schon früh für die militärische Laufbahn. Er wurde an der Schule für Offiziere in Bukarest aufgenommen (1855–1857) und besuchte nach ihrem Abschluss die „Ecole Polytechnique“ in Paris sowie die „Schule für Artillerie- und Ingenieurwesen“ in Metz (1857–1861). Danach diente er in seiner Heimat als Unterleutnant (1857) und Leutnant (1861).
Arions Begabung ließ ihn zügig in der weiteren militärischen Laufbahn aufrücken: Hauptmann im Jahre 1864, Major im Jahr 1868 und Oberstleutnant im Jahre 1870. In dieser Zeit erfüllte er verschiedene Funktionen. Von 1861 bis 1863 war er unter anderem Sektionskommandant des Artillerieregiments Nr. 1 in der rumänischen Armee (1863–1864), dann Offizier im Generalstab Artillerie beim Kriegsministerium (1868–1870). Er war in dieser Zeit mit der Planung der Entwicklung und Ausrüstung der Artillerie beauftragt, sodann beaufsichtigte er von 1864 bis 1868 als Offizier der Direktion für Artillerie des Kriegsministeriums die Herstellung der vom Ministerium in Auftrag gegebenen Kanonen in der „Fabrique d‘Armement“ von Nantes. Gleichzeitig mit seiner Ernennung zum Oberstleutnant wurde er Kommandeur des Artillerieregiments Nr. 2 (1870 bis 1875).

### In hohen Ämtern

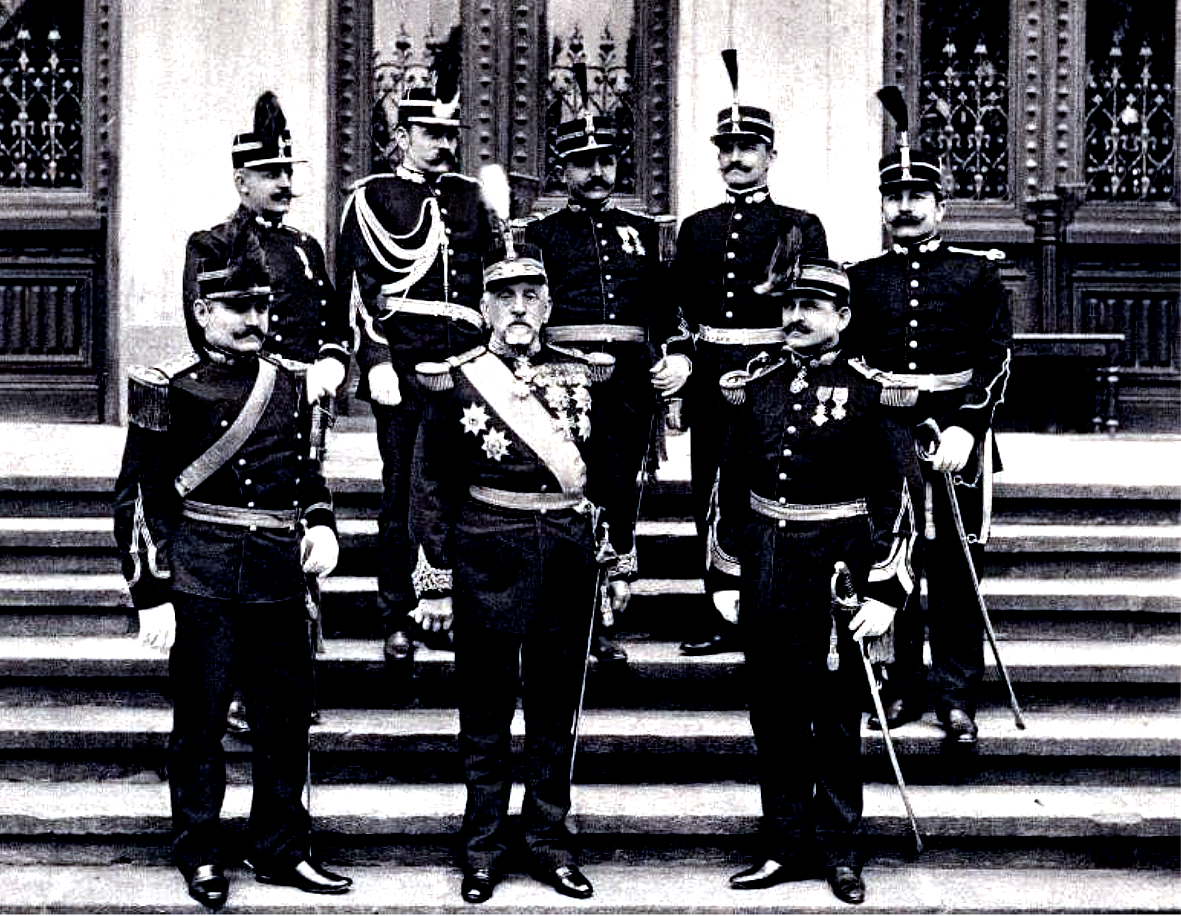
General Eracle Arion als Statthalter der Festung Bukarest

Im Jahre 1875 wurde Arion zum Oberst und Chef der Artillerie des Generalstabes befördert. Von 1875 bis 1877 diente er als Militärattaché des Quartiermeisterstabs bei Großfürst Nikolaus, schließlich wurde er zum Kommandeur der „Spezialschule für Artillerie- und Ingenieurwesen“ ernannt. Als Chef der Artillerie des Generalstabs bestand er auf der Aufstellung eines Artillerieregiments für jede Infanteriedivision (Bericht Nr. 550 vom 5. Februar 1877) und erreichte so die Errichtung von zwei weiteren Artillerieregimentern. Er beharrte auch vehement auf der Ausstattung mit Kanonen der Firma Friedrich Krupp AG vom Kaliber 87 mm (Modelle 1875 und 1877) und legte damit den Grundstein für eine effektive Landesartillerie. In dieser Zeit verfasste er die Schrift „Instrucțiunile asupra artileriei în luptă“ (Leitlinien für die Artillerie in der Schlacht).
Der Offizier nahm gleichfalls am Russisch-Osmanischen Krieg, in der rumänischen Historiographie als „Rumänischer Unabhängigkeitskrieg“ bezeichnet, teil, der die internationale Anerkennung der Souveränität Rumäniens zur Folge hatte. Er organisierte die Batterien „Mircea“ und „Elizabeta“ zur Verteidigung der Stadt Calafat. Es koordinierte auch den Bau der Brücke über die Donau bei Săliștioara-Măgura, bereitete den Angriffsplan für die Artillerie während der Belagerung von Plewna vor und war, zusammen mit anderen rumänischen Offizieren, bei der Kapitulation des Osman Nuri Pascha zugegen.
Im Jahre 1883 wurde Arion Brigadegeneral und Generalinspekteur der Artillerie, ein Amt, das er bis 1892 innehatte. Mit diesem Rang erhielt auch zwei weitere sehr prestigeträchtige und wichtige Funktionen, nämlich die des Kommandeurs des 2. Armeekorps (1893–1902) und des Statthalters der Festung Bukarest (1895–1903).
Im Jahr 1902 avancierte Arion zum Divisionsgeneral. Als Teilnehmer des Ausschusses zur Überprüfung der Bukarester Festungskuppeln, an denen sich zahlreiche Fachausschüsse sowie der Nationale Verteidigungsrat unter Vorsitz des Königs beteiligten, referierte er über die Bewaffnung der Armee. Er war Ehrenvorsitzender des Gründungsausschusses für die Einrichtung der bis heute publizierten Zeitschrift „Revista Artileriei“. Zu den wichtigsten Aufgaben, die er zu erfüllen hatte, gehörten die Vorbereitungen für die Feierlichkeiten anlässlich des 25. Jahrestages der Ausrufung der Unabhängigkeit im Mai 1902, das Thronjubiläum König Karls I. sowie das seiner Krönung zum König im Jahr 1881. Im Rahmen des Jahrestages der Unabhängigkeit organisierte der General das „Fest der ersten Kanone(nschusses)“ („Sărbătoarea Întâiului Tun“) in Erinnerung an den 15. Mai 1877, als die Kanonenbatterie „Carol“ im Beisein des Herrschers in Calafat das erste Geschoß abgefeuert hatte, das den Beginn der rumänischen Kampfhandlungen zum Erlangen der zuvor bereits vom Parlament proklamierten Unabhängigkeit auslöste.

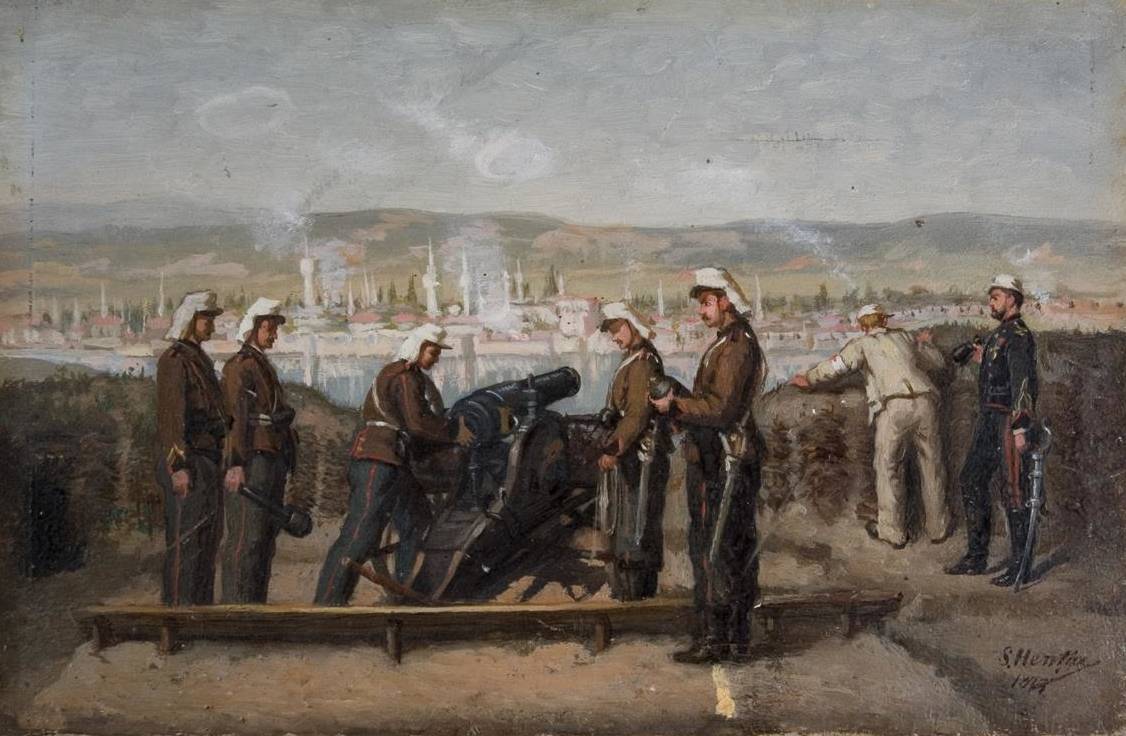
Rumänische Artillerie-Batterie in Calafat, 1877

## Epilog
Der mit zahlreichen in- und ausländischen Auszeichnungen dekorierte General, darunter dem Großkreuz des Eisernen Kreuzes, dem Offizier des Ordens Stern von Rumänien und dem Kaiserlich russischen Ordens des Heiligen Wladimir 4. Klasse, starb völlig unerwartet mit erst 65 Jahren. Er wurde mit großem Pomp zum Friedhof Șerban Vodă in der Hauptstadt begleitet und dort beerdigt. Nachträglich wurden seine sterblichen Überreste auf Veranlassung seiner Gattin nach Fierbinți überführt und in der zwischenzeitlich zerstörten Familiengruft beigesetzt. Heute befindet sich das Grab im Hof des Seniorenpflegeheims von Fierbinți-Târg. Eine Straße in Bukarest ist nach ihm benannt.
Im Nachruf, veröffentlicht in der „Revista Artileriei“ im September 1903, heißt es: „Er lebte für die Arbeit und die Arbeit war fruchtbar und die Ernte reichhaltig. Er war ein unübertroffener Lehrer der rumänischen Artilleristen. Er war ein gläubiger und treu ergebener Soldat gegenüber Heimat und Thron.“.